# Shelby (film)
Pour les articles homonymes, voir Shelby.
Pour plus de détails, voir Fiche technique et Distribution.
Shelby est un film de Noël canadien de comédie sorti en 2014. D'une durée de 92 minutes, il est réalisé par Brian K. Roberts.

## Synopsis
Après que Shelby, un chien errant, s'évade de la fourrière pour s'abriter chez les Parker, Jake Parker, jeune apprenti magicien, et sa famille, vont tout faire pour l'empêcher de se faire capturer par l'attrape-chien Doug et pour lui donner le meilleur Noël possible.

## Fiche technique
Sauf indication contraire, les informations mentionnées dans cette section peuvent être confirmées par la base de données cinématographiques IMDb,  présente dans la section « Liens externes ».
- Titre original : Shelby
- Titres alternatifs : Shelby : The Dog Who Saved Christmas, 	Shelby: A Magical Holiday Tail
- Réalisation : Brian K. Roberts
- Scénario :Jeremy Wadzinski, selon l'histoire originale de David Forrest
- Production : Michael Hamilton-Wright et Janet Wright
- Musique : Joe Barrucco (en)
- Photographie : Stephen Chandler Whitehead
- Montage : Stephen Withrow
- Décors: Sarah Bissonette et Brittany Morrison
- Costumes : Michael Harris
- Maquillage : Trina Brink, Dann Campbell et Ashley Nay
- Sociétés de production : Highland Film Group, Naked Fury Productions et OutPost Media
- Distribution : thefyzz (mondial), Signature Entertainment (Royaume-Uni), Anchor Bay Entertainment (États-Unis, DVD seulement), Moviemax Family (Turquie, à la télévision), Starz (États-Unis, à la télévision) et Telefe (Argentine, à la télévision)
- Budget : Inconnu
- Box Office : 3 152 $ (USD)
- Pays d'origine :  Canada
- Langue originale : anglais
- Genre : Comédie
- Durée : 92 minutes
- Date de sortie :
  - États-Unis : 7 novembre 2014 (plateformes limitées)
Novembre 2015
  - Royaume-Uni : 2014
  - Turquie : 2015
  - Hongrie : 12 novembre 2015 (par DVD)
  - Argentine : 5 janvier 2019 (à la télévision)

## Distribution
- Rob Schneider : Shelby (voix)[1]
- Tom Arnold : Doug l'attrape-chien[1]
- Jennifer Gibson : Riche femme divorcée
- Riley Blue Roberts : Enfant gâté
- Jefferson Brown (en) : Edward Parker
- Natalie Lisinska : Lilly Parker
- John Paul Ruttan (en) : Jake Parker[1]
- Will Jester : Brent Parker
- Chevy Chase : Grand-père Geoffrey
- Christian Potenza : Oncle Stephen
- Addison Holley : Haley
- Drew Murphy : Sally Parker
- A. J. Bridel (en) : Chloe

## Production
Le film est développé par Thefyzz dans ses locaux du Royaume-Uni et de Los Angeles, en co-production avec les sociétés canadiennes Naked Fury et OutPost Media, qui ont financé la production.
À sa sortie, il est notamment distribué par Signature au Royaume-Uni, en Australie et en Nouvelle-Zélande par Jigsaw, en Belgique, au Luxembourg et aux Pays-Bas par Just Bridge, en France par Zylo, dans le Moyen-Orient par Falcon, en Slovaquie par TV JOJ, en Turquie par Profile Media et en Asie par Fox Asia (en). Aux États-Unis, les droits de distribution sont achetés par Starz Media et Anchor Bay.

## Accueil
Donna Rolfe du Dove Foundation donne au film un avis positif, soulignant une histoire familiale qui fait chaud au cœur avec la comédie de Chevy Chase et Tom Arnold, et que c'est donc un bon film de Noël pour la famille.